# Южен равнинен лангур
Южният равнинен лангур (Semnopithecus dussumieri) е вид бозайник от семейство Коткоподобни маймуни (Cercopithecidae).

## Разпространение
Видът е разпространен в Индия.